# 罪花罰
『罪花罰 』（つみかばつ）は、三上骨丸による日本の漫画作品。『ジャンプスクエア』（集英社）2007年12月号（創刊号）から2010年10月号まで連載された。
『ジャンプスクエア』での分類上では、青年漫画と扱われるが、他の青年漫画とは異なり、成人向け漫画には劣らないほどのエロティック要素と耽美描写が含まれている。さらに、『週刊少年ジャンプ』2008年31号で特別編が掲載された。話数カウントは「第○花」。

## あらすじ
桔梗は、町のかわいい花屋「罪花罰」でアルバイトをしている。店長の薔薇紋は、女の子にはモテモテで、フラワーアレンジメントの腕はあるが、実はド変態。薔薇紋の下ネタ満載の変態行動が今日も桔梗を待ちかまえる。

## 登場人物

### 主要人物
薔薇紋（ばらもん）
フラワーショップ「罪花罰」の店長。12月25日生まれ。血液型はAB型。身長184cm。体重60kg。趣味は美しいものを愛でること。好きな色は深い赤。休日の過ごし方は、本を読みながら薔薇風呂での半身浴、爪のお手入れ。
表向きの顔は優しくて聡明な美形の青年で、女の子に人気がある。花に関しても深い造詣があり、フラワーアレンジメントの腕は一流。しかしその正体は、かなりの露出狂でド変態（その性格を知っても、なぜか彼を敬愛する者が多くいる）。特に尻に固執しており、アダルト漫画にしか出てこないような（水に濡れると生地が溶ける）素材で服を作るほどだが、男色家ではないと本人は明言している。桔梗にぞっこんとも言うべきサディストの一面を見せる。
花屋を開く以前は華道「星影流」の家元で、桔梗と同じくまとも人間だったが、突然失踪したという過去を持つ。家庭の事情で女として育てられた。
秋植 桔梗（あきうえ ききょう）
花屋「罪花罰」のアルバイト店員。11月7日生まれ。血液型はA型。身長は159cm。体重は44kg。趣味はかわいいキーホルダー集め。好きな色はやさしい暖色。休日の過ごし方はお花の世話、街を散歩する。
本人によればすごいマトモ人間で、薔薇紋のボケにツッコミをするが、逆に薔薇紋から酷い仕打ちを受けてしまう。薔薇紋への抵抗は続けているものの、段々性格が卑屈になってしまっている模様。
幼い頃から花が好きで、花屋で働くという夢を持っていた。蘭に隠れドSだと思われている。しかし、少しでも酒の入った物を口にするとベロンベロンに酔っ払い、ドSになってしまう。

### 主要人物関係者
花鏡院 ひなぎく（かきょういん ひなぎく）
星影流の華道師で、薔薇紋の従兄妹。薔薇紋を連れ帰るために、罪花罰にやってきた小柄な少女。薔薇紋が着る妙な着ぐるみはひなぎくの手作り。裁縫が得意で、一瞬でコスプレさせる技術を持っている。毒舌でテンションが高いが、結構寂しがり屋。
初登場時は「～ですわ」「～ますわ」などおしとやかな口調だったが、回を重ねるごとに「～じゃ」などの口調に変わり、粗暴な性格となっている。
春伽 蘭（はるか らん）
桔梗の級友。6月8日生まれ。血液型はB型。身長178cm。体重63kg。趣味は燭台&ろうそく集め。好きな色は紫。休日の過ごしかたはベースの練習、拷問具のお手入れ。
桔梗と同じ学校に通っており、普段はパンクな不良少年そのものだが、隠れドM。不良として振る舞っているのも誰かにいじめられたいがためのもの。あらゆる勘違いから桔梗をSだと思い込んでいる。番犬として「罪花罰」に雇われている。
夜冬 柚子（やとう ゆず）
商店街の八百屋「カブラ・マグラ」の店長。野菜しか愛せない野菜コンプレックス（ベジコン）体質を除けば常識人。
水菓子（みずがし）
柚子の従兄妹。ひなぎくと同じ小柄な少女。しかし果物をこよなく愛する果物コンプレックス体質で、果物が絡むと柚子と同じような状態と化すが、普段は柚子同様の常識人である。
秋植 みんと（あきうえ みんと）
桔梗の母親。童顔かつ巨乳で、性格は超天然。男性嫌いだが、薔薇紋を女性だと思っている。
蘭パパ（仮称）
蘭の父親。「荒縄縛裸隷男（あらなわしばられお）」というペンネームで、薔薇紋の愛読書｢少年耽貞男シリーズ｣を出している作家。蘭の容姿とドMぶりは彼譲りである。

### その他の人物
猫娘（マオニャン）
商店街の飲茶茶房で働くメイド。一人称は「私」で、見た目はとてもかわいい美少女だが、実は25歳の男。
憧れであった桔梗とデートを果たすが、桔梗が既に変態化してしまっているせいもあり散々なデートに終わり、彼と別れるため自身が女ではなく男であることを明かした（しかし、逆に桔梗はそれを受け入れた）。

## 用語
星影流（せいえいりゅう）
薔薇紋とひなぎくが所属していた華道。
少年耽貞男シリーズ（しょうねんたんていだんしりーず）
荒縄縛裸隷男（蘭パパ）が製作している官能小説。

## 書誌情報
- 三上骨丸 『罪花罰』 集英社 〈ジャンプコミックス〉、全4巻
  1. 2008年7月4日発売、ISBN 978-4-08-874551-0
  2. 2009年4月3日発売、ISBN 978-4-08-874646-3
  3. 2009年12月4日発売[2]、ISBN 978-4-08-874772-9
  4. 2010年10月4日発売[3]、ISBN 978-4-08-870156-1